# ジンベイサウルス
ジンベイサウルス（学名：Jinbeisaurus、「北部山西省の後期のトカゲ」の意）は、後期白亜紀の中国に生息した小型から中型（推定全長は4メートル前後）のティラノサウルス上科の肉食性獣脚類。山西省産の獣脚類では最初に命名された。

## 発見
これまで中国山西省の上部白亜系からは、1983年より植物食恐竜と未同定の獣脚類の単離歯（抜け落ちた歯）のみが報告されていた。だが、2020年には発見された上下の顎とそれに付随する歯列を中心に発表され、山西省の略称「晋」（中国語発音で「ジン」）とその北（「ベイ」）部から「ジンベイサウルス・ワンギ」と命名された。これは山西省において初めて命名された獣脚類であると同時に、アジアにおけるティラノサウルス科（パンティラノサウリア）の多様性を示すものである。

## 分類
ホロタイプ標本 (SMG V0003) の分析により、本種はティラノサウルス上科内ではシオングアンロンやススキティラヌスよりも派生的であることが示されている。

## 古生物学
発見されたのは頭部（上顎骨や歯骨や鋭い歯）、頚椎、椎骨、恥骨など。主な特徴としては、幅の広い骨間支柱、前顎凹部と上顎前突の間の中隔の広い基部に深い窩があること、歯列後列の位置が低いこと、上下の歯の中歯と遠位歯の両方で単位長あたりの歯質数が同数であること、足の後突起と恥骨軸の間に約70度の鋭角があることなどが挙げられる。

## 食性
顎は軽量な構造だったため、子孫筋のティラノサウルスのように獲物を骨ごと砕いて仕留めるのには適しておらず、その体格に見合った獲物（小型から中型の動物）を襲っていた可能性が高い。これは小型から中型のティラノサウルス類に共通している。ただし、ジンベイサウルスの吻部はシオングアンロンに比べると寸詰まりで後のティラノサウルス科に近く、これは2種の狙う獲物が異なっていたことを示す。